# 文笔峰耳蕨
文笔峰耳蕨（学名：Polystichum pseudoacutidens）为鳞毛蕨科耳蕨属下的一个种。

## 扩展阅读
- 維基物種上的相關：文笔峰耳蕨